# Всеирландский чемпионат по регби
Всеирландский чемпионат по регби, также известный как Всеирландская лига (англ. All-Ireland League / AIL), официальное спонсорское название Energia All-Ireland League — национальный чемпионат по регби, в котором участвуют 50 крупнейших клубов Республики Ирландия и Северной Ирландии. Турнир разыгрывается, начиная с сезона 1990/1991. Всеирландский чемпионат является вторым по статусу соревнованием в Ирландии, уступая турниру Про14, в котором играют четыре клуба-франшизы, представляющие четыре провинции Ирландии.
Всеирландский чемпионат разделён на пять дивизионов: 1A, 1B, 2A, 2B и 2C. В командах дивизиона 1 могут выступать не более двух профессиональных игроков в заявке, в дивизионе 2 использование услуг профессиональных игроков запрещено. Также в этой лиге запрещено заявлять в команду легионеров. Между дивизионами действует принцип выбывания и повышения в классе; единственной командой, которая не покидала никогда дивизион 1A, является клуб «Корк Конститьюшн».

## Формат соревнования
В каждом дивизионе играет по 10 команд, которые играют друг против друга в два круга (дома и в гостях). Каждая команда проводит в дивизионе 18 матчей за один сезон. Турнир походит с середины сентября до середины апреля, причём с середины декабря до начала января идёт четырёхнедельный перерыв. Победитель всего Всеирландского чемпионата определяется в дивизионе 1A с участием четырёх лучших команд, которые играют друг против друга по схеме плей-офф, начиная с полуфиналов. Худшая команда дивизиона 1A по итогам сезона выбывает в дивизион 1B, уступая место победителю этого дивизиона, а занявшая предпоследнее место в дивизионе 1A играет с второй командой дивизиона 1B стыковые встречи. Две худшие команды, начиная с дивизиона 1B, выбывают в более низший дивизион, уступая место командам, начиная с дивизиона 2A. Две худшие команды дивизиона 2C выбывают в провинциальную лигу, а их заменяют две команды, которые выиграют групповой турнир между четырьмя победителями провинциальных лиг. Провинциальными лигами являются Коннахтская младшая лига, Ленстерская лига, Манстерская младшая лига и Лига чемпионата Ольстера.

## История
До 1990 года в Ирландии не было собственной национальной лиги: у каждого из регбийных союзов провинций Коннахт, Ленстер, Манстер и Ольстер был собственный чемпионат и собственный кубок. После почти пяти лет долгих споров между клубами было принято решение учредить Всеирландскую лигу (AIL) с двумя дивизионами: в первом дивизионе было 9 клубов, во втором — 10. В сезоне 1993/1994 Лига была расширена до четырёх дивизионов, а количество команд в дивизионах варьировалось в последующие годы.
В сезоне 2000/2001 лигу сократили до трёх дивизионов по 16 команд каждый. В то же время с 1995 года в связи с профессионализацией регби роль провинций повышалась стараниями Ирландского регбийного союза: с 2002 года команды провинций стали выступать в Кельтской лиге (ныне Про14) на постоянной основе, и лучшие ирландские игроки играли уже не во Всеирландском чемпионате, а в Кельтской лиге. В 2004 году Ирландский регбийный союз предложил изменить систему Всеирландской лиги и представить во второй половине сезона 2005/2006 систему провинциальных лиг как отбор к участию в трёх дивизионах, однако идею в клубах отвергли. В 2007 году Ирландский регбийный союз объявил, что в сезонах 2008/2009 и 2009/2010 будут три дивизиона по 16 клубов, а в сезоне 2009/2010 дивизион 1 разделили на дивизионы A1 и B1 с восемью командами каждый, сохранив эту систему на сезон 2010/2011. В сезоне 2011/2012 произошло очередное преобразование: в дивизионах 1A и 1B было уже по 10 клубов; дивизионы 2 и 3 были переименованы в 2A и 2B, в каждом из которых оставалось по 16 клубов.

## Чемпионы прошлых лет
- 1990/1991: Корк Конститьюшн[англ.][12][13]†
- 1991/1992: Гарриоуэн[англ.][14][15][16]
- 1992/1993: Янг Манстер[англ.][17][18][19]
- 1993/1894: Гарриоуэн[англ.][20][21][22]
- 1994/1995: Шеннон[англ.][23][24]
- 1995/1996: Шеннон[англ.][25][26]
- 1996/1997: Шеннон[англ.][27][28][29][30]
- 1997/1998: Шеннон[англ.][31][32] ‡
- 1998/1999: Корк Конститьюшн[англ.] (овертайм)[33][34][35]
- 1999/2000: Сент-Мэрис Колледж[англ.][36][37]
- 2000/2001: Данганнон[англ.][38][39]
- 2001/2002: Шеннон[англ.][40][41]
- 2002/2003: Баллимина[англ.][42][43]
- 2003/2004: Шеннон[англ.][44][45]
- 2004/2005: Шеннон[англ.][46][47]
- 2005/2006: Шеннон[англ.][48][49]
- 2006/2007: Гарриоуэн[англ.][50][51]
- 2007/2008: Корк Конститьюшн[англ.][52][53]
- 2008/2009: Шеннон[англ.] (овертайм)[54][55]
- 2009/2010: Корк Конститьюшн[англ.] (овертайм)[56][57]
- 2010/2011: Олд Бельведер[англ.][58][59]
- 2011/2012: Сент-Мэрис Колледж[англ.][60][61]
- 2012/2013: Лэнсдаун[англ.][62][63]
- 2013/2014: Клонтарф[англ.][64][65][66]§
- 2014/2015: Лэнсдаун[англ.][67][68][69]
- 2015/2016: Клонтарф[англ.][70][71][72]
- 2016/2017: Корк Конститьюшн[англ.][73]
- 2017/2018: Лэнсдаун[англ.]
- 2018/2019: Корк Конститьюшн[англ.][74]
- 2019/2020: чемпионат не доигран

† С сезона 1990/1991 по 1996/1997 всеирландским чемпионом становился победитель Дивизиона 1.

‡ С сезона 1997/1998 играются плей-офф в Дивизионе 1: 1-е место против 4-го и 2-е против 3-го в полуфиналах.

§ Плей-офф не игрался в сезоне 2013/2014, победителя определили по месту в регулярном чемпионате.

## Все финалисты и чемпионы
Из 29 розыгрышей в 13 победу одерживали команды из Лимерика («Шеннон», «Гарриоуэн» и «Янг Манстер»). В 29 розыгрышах побеждали команды провинции Манстер.
| Команда            | Побед всего | Финалов всего | Выигранные сезоны                                                               | Первый выход в финал | Последний выход в финал |
| ------------------ | ----------- | ------------- | ------------------------------------------------------------------------------- | -------------------- | ----------------------- |
| Шеннон             | 9           | 10            | 1994–95, 1995–96, 1996–97, 1997–98, 2001–02, 2003–04, 2004–05, 2005–06, 2008–09 | 1991–92              | 2008–09                 |
| Корк Конститьюшн   | 6           | 13            | 1990–91, 1998–99, 2007–08, 2009–10, 2016–17, 2018–19                            | 1990–91              | 2018–19                 |
| Гарриоуэн          | 3           | 8             | 1991–92, 1993–94, 2006–07                                                       | 1990–91              | 2007–08                 |
| Лэнсдаун           | 3           | 5             | 2012–13, 2014–15, 2017–18                                                       | 1996–97              | 2017–18                 |
| Клонтарф           | 2           | 8             | 2013–14, 2015–16                                                                | 2002–03              | 2018–19                 |
| Сент-Мэрис Колледж | 2           | 4             | 1999–2000, 2011–12                                                              | 1999–2000            | 2011–12                 |
| Олд Бельведер      | 1           | 2             | 2010–11                                                                         | 2010–11              | 2013–14                 |
| Янг Манстер        | 1           | 2             | 1992–93                                                                         | 1992–93              | 2011–12                 |
| Баллимина          | 1           | 1             | 2002–03                                                                         | 2002–03              | 2002–03                 |
| Данганнон          | 1           | 1             | 2000–01                                                                         | 2000–01              | 2000–01                 |
| Белфаст Харлекуинс | 0           | 1             |                                                                                 | 2004–05              | 2004–05                 |
| Блэкрок Колледж    | 0           | 1             |                                                                                 | 1994–95              | 1994–95                 |

## Участники розыгрыша 2020/2021

### Дивизион 1A
| Команда           | Город               | Стадион                | Вместимость |
| ----------------- | ------------------- | ---------------------- | ----------- |
| Баллинахинч       | Баллинахинч         | Баллимакарн Парк       | 1,000       |
| Клонтарф          | Дублин (Клонтарф)   | Касл Авеню             | 3,200       |
| Корк Конститьюшн  | Корк (Баллинтемпл)  | Темпл Хилл             | 1,000       |
| Дублин Юнивёрсити | Дублин              | Колледж Парк           | 200         |
| Гарриоуэн         | Лимерик (Дурадойл)  | Дурадойл               | 1,500       |
| Лэнсдаун          | Дублин (Болсбридж)  | Авива (резервное поле) | 1,000       |
| Тереньюр Колледж  | Дублин (Тереньюр)   | Лейклендс Парк         | 3,000       |
| ЮКК               | Корк (Мардайк)      | Мардайк                | 5,000       |
| ЮКД               | Дублин (Белфильд)   | ЮКД Боул               | 3,000       |
| Янг Манстер       | Лимерик (Росбрайан) | Том Клиффорд Парк      | 1,000       |

### Дивизион 1B
| Команда            | Город              | Стадион           | Вместимость  |
| ------------------ | ------------------ | ----------------- | ------------ |
| Банбридж           | Банбридж           | Райфл Парк        | 1,000        |
| Сити оф Арма       | Арма               | Пэлас Граундс     | 1,000        |
| Хайфилд            | Корк (Бишопстаун)  | Вудли Парк        | 4,000        |
| Мэлоун             | Белфаст            | Гибсон Парк       | 1,000        |
| Нейс               | Нейс               | Форноутс          | 3,000        |
| Ан-Уавь            | Ан-Уавь            | Балриск Олд       | 4,000        |
| Олд Бельведер      | Дублин (Болсбридж) | Англси-роуд       | 1,000        |
| Олд Уэсли          | Дублин (Доннибрук) | Доннибрук         | 7,000        |
| Шеннон             | Лимерик            | Томонд Парк Кунаг | 26,500 1,000 |
| Сент-Мэрис Колледж | Дублин (Темплоуг)  | Темплвилль Роуд   | 4,000        |

### Дивизион 2A
| Команда          | Город               | Стадион                             | Вместимость  |
| ---------------- | ------------------- | ----------------------------------- | ------------ |
| Баллимина        | Антрим              | Итон Парк                           | 1,000        |
| Бакканирс        | Атлон               | Дюбарри Парк                        | 10,000       |
| Кашел            | Кашел               | Спафилд                             | 2,500        |
| Долфин           | Корк (Баллифехейн)  | Масгрейв Парк                       | 8,008        |
| Барнхолл         | Лейкслип            | Парсонстаун                         | 1,000        |
| Нина Ормонд      | Нина                | Нью Ормонд Парк                     | 1,000        |
| Олд Кресент      | Лимерик (Росбрайан) | Росбрайан                           | 4,000        |
| Квинс Юнивёрсити | Белфаст             | Даб Лейн                            | 1,000        |
| Рэйни Олд Бойз   | Марафелт            | Хетрик Парк                         | 1,000        |
| Богемианс        | Лимерик             | Томонд Парк Лимерикский университет | 26,500 1,000 |

### Дивизион 2B
| Команда            | Город                | Стадион           | Вместимость |
| ------------------ | -------------------- | ----------------- | ----------- |
| Баллина            | Мейо                 | Хеффернан Парк    | 1,000       |
| Белфаст Харлекуинс | Белфаст              | Дерамор Парк      | 1,000       |
| Блэкрок Колледж    | Дублин (Блэкрук)     | Страдбрук Роуд    | 4,000       |
| Данганнон          | Данганнон            | Стивенсон Парк    | 1,000       |
| Голуэй Коринтианс  | Голуэй (Клунакаунин) | Коринтиан Парк    | 1,000       |
| Голуэджианс        | Голуэй (Бэллибейн)   | Кроули Парк       | 2,000       |
| Грейстонс          | Грейстонс            | Доктор Хайки Парк | 1,000       |
| Малахайд           | Малахайд             | Эстуари Роуд      | 1,000       |
| Слайго             | Страндхилл           | Хэмилтон Парк     | 1,000       |
| Уондерерс          | Дублин (Болсбридж)   | Меррион Роуд      | 1,000       |

### Дивизион 2C
| Команда         | Город              | Стадион                   | Вместимость |
| --------------- | ------------------ | ------------------------- | ----------- |
| Бангор          | Бангор             | Апричард Парк             | 1,000       |
| Брафф           | Брафф              | Киллбаллиоуэн Парк        | 1,000       |
| Сити оф Дерри   | Стратфойл          | Крэйг Томпсон Стэдиум     | 1,000       |
| Клонмел         | Клонмел            | Ард Гихе                  | 4,000       |
| Эннискорти      | Уэксфорд           | Росс Роуд                 | 1,000       |
| Мидлтон         | Мидлтон            | Таунс Парк                | 400         |
| Ома Академикалс | Ома                | Томас Меллон Плэинг Филдс | 1,000       |
| Скеррис         | Скеррис            | Холмпатрик                | 1,000       |
| Сандэйз Уэлл    | Корк (Баллифехейн) | Масгрейв Парк             | 8,008       |
| Талламор        | Талламор           | Сполланстаун              | 1,000       |

## Спонсоры
В первом розыгрыше спонсора у Всеирландской лиги не было, но в дальнейшем роль спонсора играла компания Insurance Corporation of Ireland. В 1998—2010 спонсором был банк Allied Irish Banks, в 2010—2019 годах — банк Ulster Bank, в сезоне 2018/2019 спонсора не было, с сезона 2019/2020 спонсором является Energia.